# Illatos tinóru
Az illatos tinóru (Lanmaoa fragrans) a tinórufélék családjába tartozó, Dél-Európában honos, savanyú talajú melegkedvelő tölgyesekben élő,  ehető gombafaj. 

## Megjelenése
Az illatos tinóru kalapja 6-10 (15) cm széles, alakja fiatalon félgömbszerű, majd széles-domborúan, esetleg laposan kiterül. Gyakran szabálytalanul dudoros, széle esetleg hullámos. Felszíne fiatalon bársonyos, nemezes, később simára lecsupaszodik; szárazon felrepedezhet. Színe a barna és a sötétbarna között változik, néha sötétebb vörösbarna, okkerbarna foltok láthatók rajta.
Húsa vastag, ruganyos; színe fehéres vagy krémsárga, a kalapbőr alatt rózsás árnyalatú. Sérülésre főleg a tönk tetején erősen zöldeskékre színeződik. Íze kellemesen savanykás, szaga gyümölcsös, kiszárítva cikóriaszerű. 
Termőrétege pórusos, a csövek keskenyek, tönkhöz nőttek. Színe fiatalon aranysárga, idősen olajbarnás, sérülésre piszkos zöldeskékre színeződik. 
Tönkje 6-12 cm magas és 2-4 cm vastag. Alakja hengeres vagy hasas, esetleg orsó alakú. Felülete barnásvörösen korpás, néha a csúcsán hálózatosan bordás. Alapszíne sárga, a tövénél barnásan vagy rozsdaszínűen elszíneződhet. Sérülésre kékül vagy feketedik.
Spórapora olívzöld. Spórája orsó alakú, a vége legömbölyített, felülete sima, mérete 8,5-14 x 4,5-6,2 μm. 

### Hasonló fajok
Hasonlíthat az okkerszínű tinórura, amelynek húsa, termőrétege nem színeződik.

## Elterjedése és termőhelye
Dél-Európában honos. Magyarországon nagyon ritka.
Savanyú talajú melegkedvelő tölgyesekben nő, sokszor csoportosan. Nyártól őszig terem.

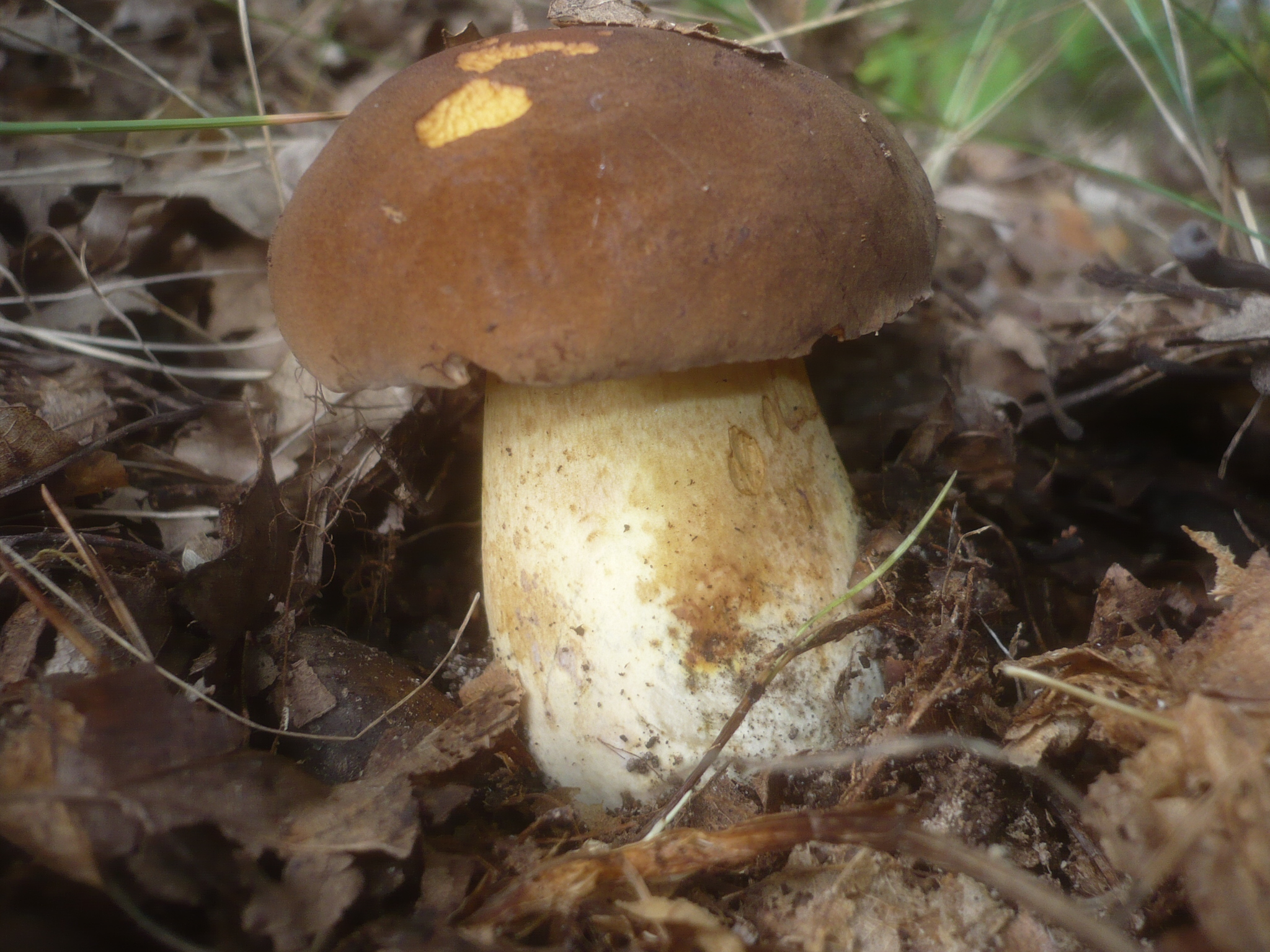
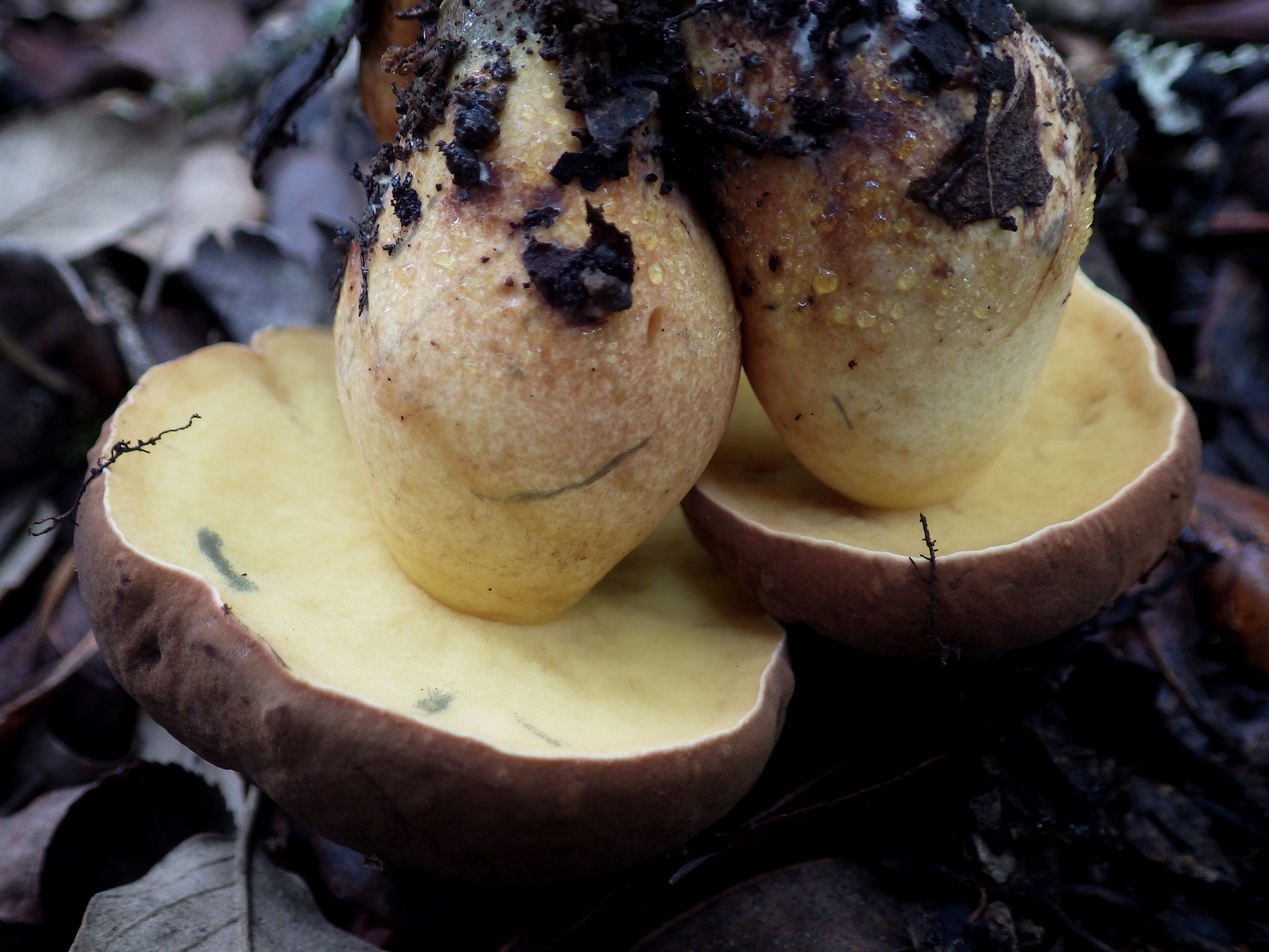
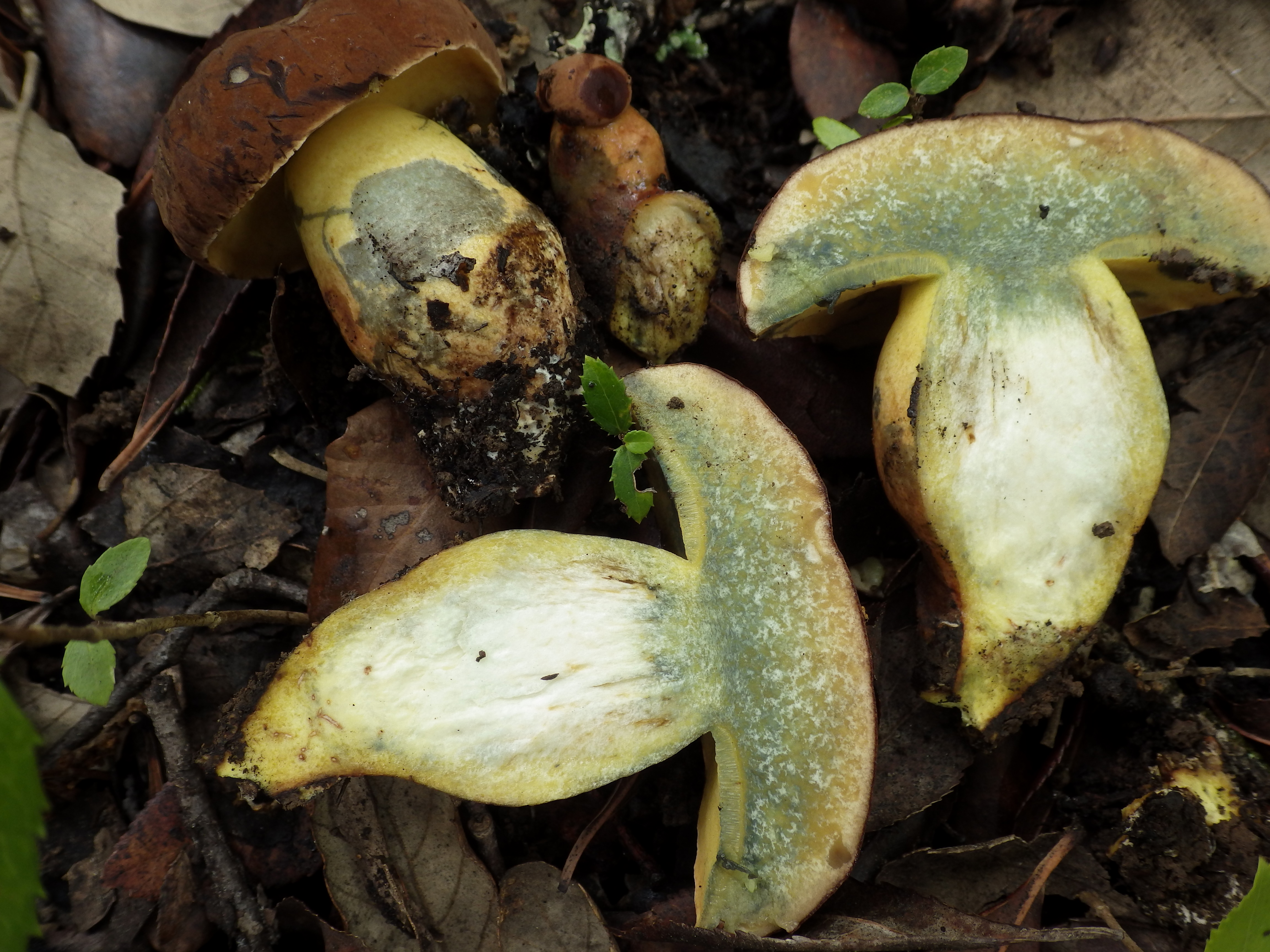
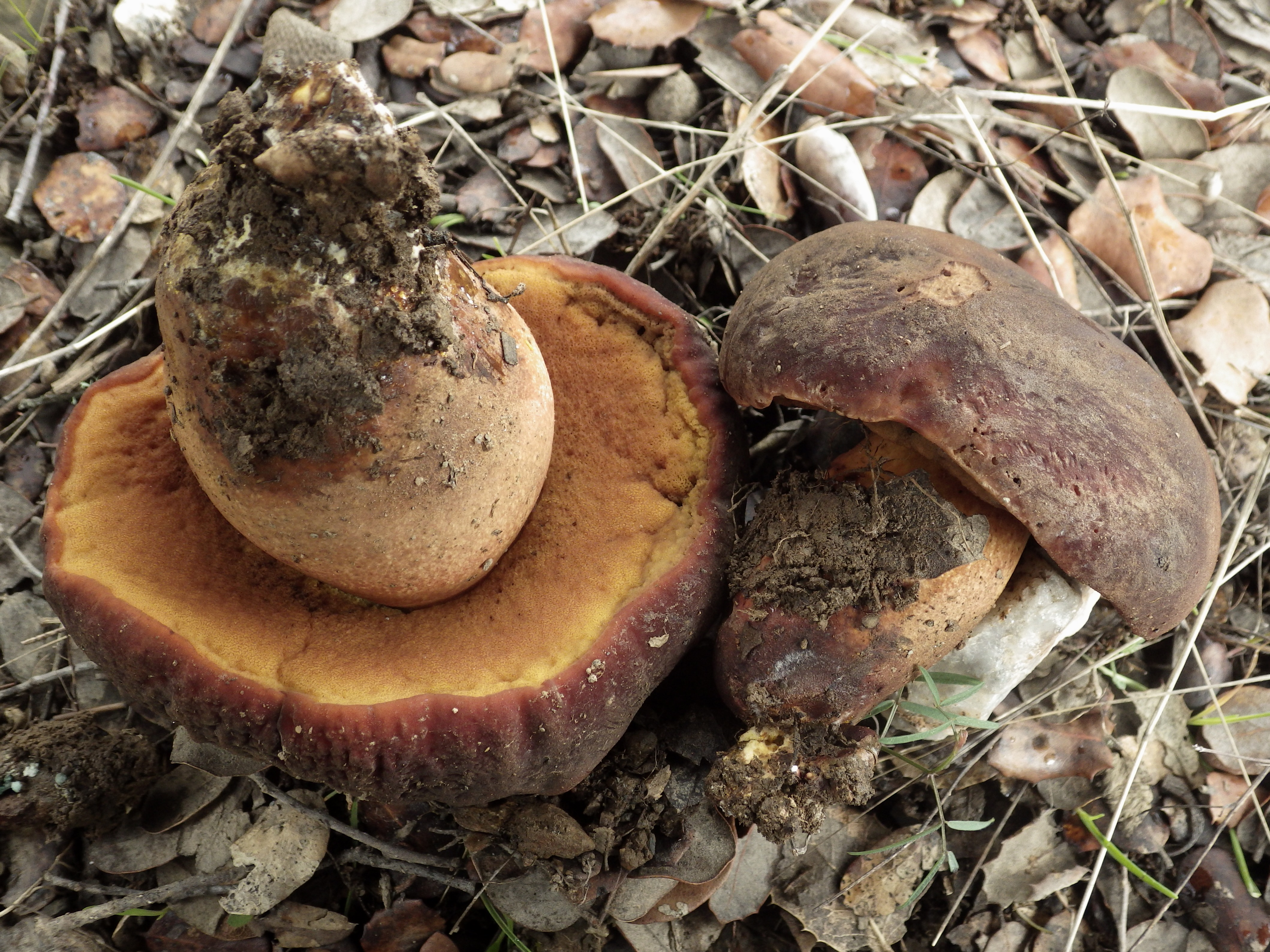
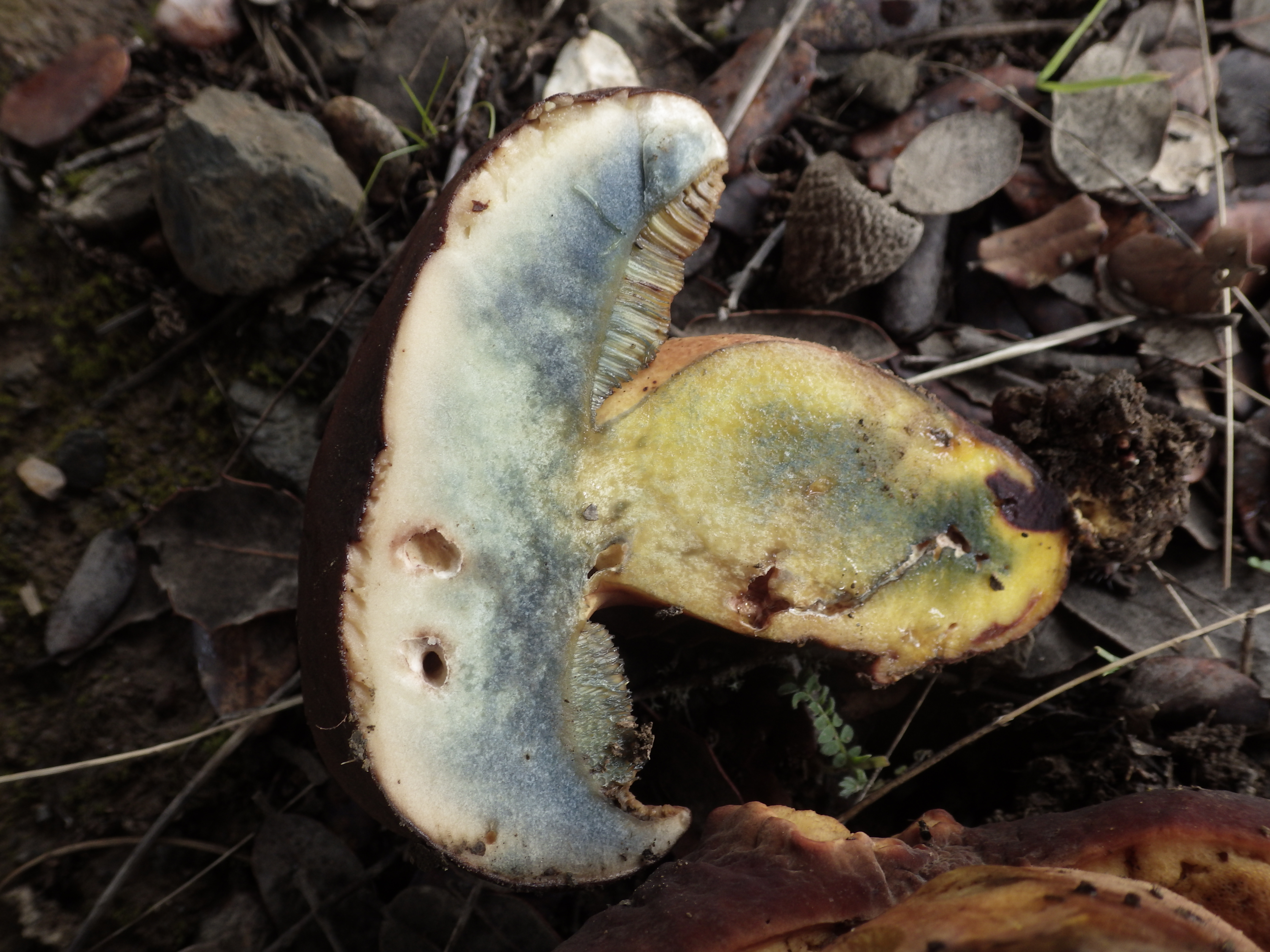

Ehető.   